# Durateston
Durateston é um esteroide anabolizante com variados ésteres da testosterona, em sua forma sintética. O nome foi dado pela Organon Pharmaceuticals (empresa norte-americana de farmacêuticos, como diz o nome). No Brasil, por outro lado, o produto Durateston foi fabricado pela Schering-Plough e vendido posteriormente pela Aspen Pharmacare, que adquiriu os direitos da venda do fármaco.

## Composição
O fármaco Durateston é composto por quatro ésteres de versões sintéticas da testosterona. São parte da composição da Durateston:
- propionato de testosterona, com concentração de 30mg;
- fempropionato de testosterona, com concentração de 60mg;
- isocaproato de testosterona, com concentração de 60mg;
- decanoato de testosterona, com concentração de 100mg;

O fempropionato de testosterona e o propionato de testosterona são ésteres de vida curta, ou seja, possuem efeito mais curto e rápido, enquanto o isocaproato de testosterona e o decanoato de testosterona possuem uma vida de quatro dias e sete dias, respectivamente.
O medicamento vem acompanhado de óleo de amendoim e álcool benzílico, ambos cumprindo a função de excipiente.

## Usos

### Uso médico e uso para performance
Durateston é utilizado em pacientes com disfunção erétil ou hipogonadismo (além de outros problemas relacionados ao desenvolvimento sexual e hormonal de algum paciente). Porém, o seu uso é comum em academias e é comercializado ilegalmente (geralmente em versões falsificadas ou underground). O fármaco é introduzido no organismo através de injeções intramusculares. O Durateston pode ser obtido por farmácias, com retenção de receita médica ou através de laboratórios underground, sem qualquer fiscalização da ANVISA.
Durateston acompanha uma ampola, contendo 250mg em solução oleosa de 1ml.

### Falsificação
Os fármacos provindos de farmácias sofrem falsificações constantes e, portanto, existem métodos efetivos para verificar a veracidade de um produto verdadeiro. Produtos da marca Aspen Pharmacare (em especial o fármaco Durateston) costuma ser testado. 
Pequenas doses pingadas sobre a língua provocam um efeito anestésico na língua. A textura do líquido não é nada aquosa, e sim, oleosa. Ao balançar o frasco é perceptível o quão denso é o líquido e o quão é difícil para que ele se locomova dentro da ampola. Durateston de farmácia que não acompanha caixa, bula e ampola com informações adesivadas (ou seja, não são informações escritas direto na ampola, e sim, coladas em um adesivo) certamente é falsa.

## Histórico
No ano de 2018, a Durateston teve sua fabricação interrompida pela Schering-Plough; a medicação, que já era de propriedade da Aspen Pharmacare nos dizeres legais, começou a faltar nas farmácias brasileiras.
No ano de 2019, a Aspen Pharmacare suspendeu as vendas de Durateston até o segundo semestre do mesmo ano. A partir da primeira semana de setembro o medicamento já estava nas prateleiras das farmácias.